# Pueblo Cooperativo

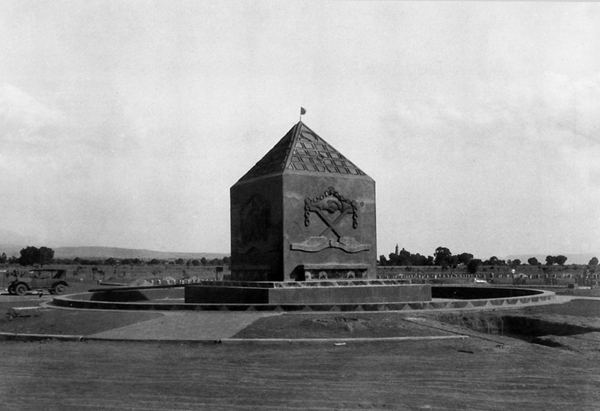
Vista de la fuente del Pueblo Cooperativo en 1923.

El 7 de junio de 1923, se destinó a la entonces Secretaría de Agricultura y Ganadería el dominio de los terrenos que quedaron de la Ex Hacienda de Chapingo y anexos, en Texcoco, estado de México, con una extensión superficial de 559,38 ha, divididas en tres fracciones separadas entre sí. 
El objeto de este acuerdo presidencial fue que dicho inmueble se destinara a las instalaciones de la Escuela Nacional de Agricultura, que hoy sigue albergando las bellas instalaciones de la Universidad Autónoma Chapingo. En otra fracción del mismo inmueble se formó una zona habitacional por parte de los trabajadores de la Escuela Nacional de Agricultura, denominada desde entonces Pueblo Cooperativo*.
La construcción de este pueblo se realizó conforme a un modelo de colonia basada en el cooperativismo (tomado a su vez, de un modelo de colonia soviética). En este proceso participó activamente Diego Rivera, quien tuvo una importante presencia en Chapingo precisamente en estos años. La fuente del pueblo, ubicada en la glorieta, así como todos sus adornos realizados en azulejo, fueron diseñados por el muralista, quien siempre tuvo un importante interés por la arquitectura. 
Diego Rivera plasmó célebres murales en el edificio de rectoría de la UACH, dos de éstos hablan claramente del Pueblo Cooperativo, uno de ellos lleva como nombre “Repartición de las tierras en el Pueblo Cooperativo”, en él pintó los planos del pueblo, de contorno piramidal, así como la escena en que los trabajadores de la ENA fueron beneficiados con la entrega de estos terrenos. En otro mural vemos la representación del pueblo incipiente, ya trazado, en el cual resaltan la glorieta con su fuente y tres pequeñas viviendas, cuyo modelo aun persiste en dos de los inmuebles más antiguos del pueblo.
Este pueblo fue declarado como el primer Pueblo Cooperativo de la República Mexicana y observaba un reglamento particular del cual aún se conservan ciertos fragmentos plasmados en uno de sus monumentos, que por cierto fue raspado en ciertas áreas, por los mismos habitantes, a raíz de la enajenación de los bienes del pueblo. Vivió la presencia de León Trotsky, la cual fue documentada en una sencilla placa ubicada en la glorieta y que fue raspada totalmente.
El 7 de mayo de 1991, se retiran del Servicio de la Secretaría de Agricultura y Recursos Hidráulicos diversos bienes inmuebles entre los cuales se encuentra el Pueblo Cooperativo. A raíz de este decreto presidencial se empieza a gestionar la enajenación de las casas del pueblo en favor de sus ocupantes, con el fin de que sigan utilizándolas como habitación. 
La venta de estos inmuebles, realizada en 1993, trajo como consecuencia la modificación del aspecto original del pueblo que hasta entonces se había conservado intacto, así como la afectación de sus monumentos. Actualmente el Municipio de Texcoco lleva a cabo labores de restauración en algunos de sus monumentos históricos.